# Arrigo De Mari
Arrigo De Mari o Enrico De Mari (1250 circa – 1300 circa) è stato un ammiraglio italiano della Repubblica di Genova, al servizio di  Carlo I d'Angiò durante la Guerra dei Vespri siciliani.

## Biografia
Arrigo o Enrico De Mari apparteneva alla famiglia genovese che già aveva fornito due ammiragli alla flotta imperiale di Federico II di Svevia negli anni tra il 1240 e il 1250.
Il 10 maggio 1284, vicino all'isola di Tavolara a nordest della Sardegna, catturò il comandante generale dei Pisani in Sardegna Bonifazio Della Gherardesca, conte di Donoratico.
De Mari era al comando di undici galee e due galeoni, e delle quattro galee del Comune di Genova. Dopo un giorno e una notte di combattimenti tredici galee pisane furono catturate e una fu affondata. Questa vittoria gli procurò fama e onori anche da parte Angioina.
Nell'agosto 1284 prese parte alla vittoriosa battaglia navale della Meloria contro i Pisani.
Carlo I d'Angiò lo ricompensò facendogli dono tra l'altro dell'isola di Procida, confermata dal figlio Carlo II di Napoli.
Partecipò il 5 giugno 1284 alla prima battaglia navale di Castellammare, vinta dagli aragonesi che riuscirono anche a catturare il comandante avversario Carlo II d'Angiò, "lo zoppo", ed anche lo stesso De Mari fu fatto prigioniero.
Partecipò nel settembre 1285, alla battaglia di Les Formigues tra le file angioine, che ebbe luogo al largo della costa della Catalogna, presso lo scoglio di Las Hormigas o forse nell'ansa di San Feliu. Gli Angioini di Napoli furono duramente sconfitti, ma con uno stratagemma De Mari riuscì a fuggire con alcune galee, eludendo la sorveglianza della flotta siculo-catalana.
Quando Papa Onorio IV spinse gli Angioini a riprendere l'assalto alla Sicilia raccolse 40 galere a Brindisi e altre 43 a Sorrento. Nel mese di aprile 1287, la flotta di Brindisi, guidata da Reynald III Quarrel, conte di Avella, sbarcò a Augusta il 1º maggio, prendendo la città e il castello, De Mari sbarcò al comando di più di 12 galee.
Partecipò il 23 giugno 1287 alla seconda battaglia navale di Castellammare di fronte a Castellammare di Napoli, quando una flotta aragonese-siciliana comandata da Ruggero di Lauria sconfisse una grande flotta alleata del Regno angioino di Napoli (pugliesi e del Principato), composta da una settantina di galee comandate rispettivamente da Reynald III Quarrel e Narjot de Toucy.
Tutti gli altri comandanti, i nobili angioini, vennero catturati; lui fu il solo comandante di alto rango a sfuggire alla cattura (circa cinquemila i prigionieri, tra cui l'ammiraglio Narjaud (Narjot) de Toucy, su quarantadue galee perdute).
Già nel 1290 era al servizio della flotta genovese mentre, specialmente in Corsica, riprendevano le ostilità tra Genova e Pisa. La data della sua morte, dopo il 1300, non è nota con certezza.